# Rebel Heart (chanson)
Pour les articles homonymes, voir Rebel Heart.
Rebel Heart est un air de musique conçu comme un air à consonance de musique traditionnelle irlandaise par le groupe The Corrs, apparaissant sur leur troisième album In Blue. Le violon, le bodhrán (tambour traditionnel irlandais) et la flûte irlandaise, entre autres instruments de musique considérés comme traditionnel dans la musique irlandaise, sont utilisés par le groupe The Corrs pour jouer cet air.
Il fut composé principalement par Sharon Corr pour la série télévisée BBC Ireland en quatre épisodes, intitulé Rebel Heart que les membres du groupe ont finalement décidé de placer dans leur album. Il a été nommé en janvier 2001 pour un « prix Grammy ». Selon le site officiel du groupe, Sharon Corr déclare :

« Je l'ai écrit à Malibu au piano pendant que nous enregistrions Talk on Corners.  Le morceau est resté longtemps au placard. Puis, nous avons appris que la BBC cherchait une musique pour leur grand drame d'automne au sujet de L’insurrection de Pâques de 1916 en Irlande. Cette composition a une mélodie très irlandaise et nous leur avons proposé, après avoir ajouté la flûte irlandaise et d'autres arrangements et instruments. Finalement, le morceau obtenu correspondait bien à la demande de la BBC. »